# Пуґґалавадін
Пуґґалавадін (санскр. puggalavādin) — це «індивідуалісти», що відноситься до кількох течій стародавнього буддизму, не пов'язаного з махаяною, зокрема до двох з вісімнадцяти давніх шкіл:
- Школа Самматія (палі Sammatiyā)
- Школа Ваджіпуттака (палі Vajjiputtakā).[1]

Для пудґґалавадіна людина не подібна до традиційних п'яти сукупностей (скандга), вона є окремою індивідуальністю (пудґала), яка набуває різних форм у послідовних переродженнях. Пудґалавадін протиставляється скандгавадінові (skandhavādin), для якого не існує індивідуальності поза п'ятьма сукупностями.

## Школа Ватсіпутрії
У русі Ватсіпутрія виділяють чотири підгалузі: Дхармоттарія, Бхадраянія, Саммітія, Шаннагаріка. Цей рух був створений Ватсіпутрою. Він вважався єретичним.

## Школа Саммітія
Вона була дуже популярною в Індії, за деякими свідченнями, у шостому столітті.